# Helictotrichon galpinii
Helictotrichon galpinii är en gräsart som beskrevs av Herold Georg Wilhelm Johannes Schweickerdt. Helictotrichon galpinii ingår i släktet Helictotrichon och familjen gräs. Inga underarter finns listade i Catalogue of Life.